# Élections législatives de 1889 dans le Var
Les élections législatives de 1889 ont eu lieu les 22 septembre et 6 octobre.

## Députés élus
|   | Circonscription | Député élu            |  | Groupe parlementaire |
| - | --------------- | --------------------- |  | -------------------- |
| 1 | Brignoles       | Charles Rousse        |  | Extrême gauche       |
| 2 | Draguignan      | Georges Clémenceau    |  | Extrême gauche       |
| 3 | 1re de Toulon   | Camille Raspail       |  | Extrême gauche       |
| 4 | 2e de Toulon    | Gustave Paul Cluseret |  | Ouvrier              |

## Résultats à l'échelle du département
| Partis         | Partis                     | Premier tour | Premier tour | Deuxième tour | Deuxième tour | Sièges |
| Partis         | Partis                     | Voix         | %            | Voix          | %             | Sièges |
| -------------- | -------------------------- | ------------ | ------------ | ------------- | ------------- | ------ |
|                | Républicains radicaux      | 21 333       | 41,58        | 21 281        | 53,61         | 3      |
|                | Monarchistes               | 11 606       | 22,62        | 6 637         | 16,72         | 0      |
|                | Républicains opportunistes | 8 078        | 15,74        | 2 925         | 7,37          | 0      |
|                | Socialistes                | 6 001        | 11,70        | 8 589         | 21,64         | 1      |
|                | Boulangistes               | 3 959        | 7,72         | 267           | 0,67          | 0      |
|                | Divers                     | 330          | 0,64         |               |               | 0      |
|                |                            |              |              |               |               |        |
| Inscrits       | Inscrits                   | 82 298       | 100,00       | 82 646        | 100,00        | 4      |
| Votants        | Votants                    | 51 778       | 62,92        | 42 558        | 51,49         |        |
| Abstentions    | Abstentions                | 30 520       | 37,08        | 40 088        | 48,51         |        |
| Blancs et nuls | Blancs et nuls             | 469          | 0,91         | 2 859         | 6,72          |        |
| Exprimés       | Exprimés                   | 51 307       | 99,09        | 39 699        | 93,28         |        |

## Résultats par arrondissement

### Arrondissement de Brignoles
| Candidats      | Candidats      | Étiquette                | Premier tour | Premier tour | Deuxième tour | Deuxième tour |
| Candidats      | Candidats      | Étiquette                | Voix         | %            | Voix          | %             |
| -------------- | -------------- | ------------------------ | ------------ | ------------ | ------------- | ------------- |
|                | Bagarry        | Monarchiste              | 6 679        | 45,67        | 50            | 0,59          |
|                | Charles Rousse | Républicain radical      | 2 219        | 15,17        | 7 808         | 92,29         |
|                | Réguier        | Républicain opportuniste | 2 160        | 14,77        |               |               |
|                | Magon-Barb     | Républicain opportuniste | 1 678        | 11,47        |               |               |
|                | Isnard         | Républicain radical      | 1 235        | 8,45         |               |               |
|                | Lavaugue       | Divers                   | 330          | 2,26         |               |               |
|                | Marius Poulet  | Républicain radical      | 276          | 1,89         |               |               |
|                | Aubert         | Républicain radical      | 47           | 0,32         |               |               |
|                | Teisseire      | Monarchiste              |              |              | 602           | 7,12          |
|                |                |                          |              |              |               |               |
| Inscrits       | Inscrits       | Inscrits                 | 19 001       | 100,00       | 19 001        | 100,00        |
| Votants        | Votants        | Votants                  | 14 692       | 77,32        | 10 627        | 55,93         |
| Abstention     | Abstention     | Abstention               | 4 309        | 22,68        | 8 374         | 44,07         |
| Blancs et nuls | Blancs et nuls | Blancs et nuls           | 68           | 0,46         | 2 167         | 20,39         |
| Exprimés       | Exprimés       | Exprimés                 | 14 624       | 99,54        | 8 460         | 79,61         |

### Arrondissement de Draguignan
| Candidats      | Candidats          | Étiquette                | Premier tour | Premier tour | Deuxième tour | Deuxième tour |
| Candidats      | Candidats          | Étiquette                | Voix         | %            | Voix          | %             |
| -------------- | ------------------ | ------------------------ | ------------ | ------------ | ------------- | ------------- |
|                | Georges Clémenceau | Républicain radical      | 7 508        | 48,64        | 9 495         | 97,11         |
|                | Louis Martin       | Républicain radical      | 3 592        | 23,27        |               |               |
|                | Ballière           | Boulangiste              | 3 583        | 23,21        | 267           | 2,73          |
|                | Brémond            | Républicain opportuniste | 751          | 4,87         | 16            | 0,16          |
|                |                    |                          |              |              |               |               |
| Inscrits       | Inscrits           | Inscrits                 | 25 901       | 100,00       | 26 249        | 100,00        |
| Votants        | Votants            | Votants                  | 15 587       | 60,18        | 10 211        | 38,90         |
| Abstention     | Abstention         | Abstention               | 10 314       | 39,82        | 16 038        | 61,10         |
| Blancs et nuls | Blancs et nuls     | Blancs et nuls           | 153          | 0,98         | 433           | 4,24          |
| Exprimés       | Exprimés           | Exprimés                 | 15 434       | 99,02        | 9 778         | 95,76         |

### Arrondissement de Toulon

#### 1recirconscription
| Candidats      | Candidats       | Étiquette                | Premier tour | Premier tour | Deuxième tour | Deuxième tour |
| Candidats      | Candidats       | Étiquette                | Voix         | %            | Voix          | %             |
| -------------- | --------------- | ------------------------ | ------------ | ------------ | ------------- | ------------- |
|                | Camille Raspail | Républicain radical      | 1 913        | 21,00        | 3 978         | 42,01         |
|                | Rallier du Paty | Monarchiste              | 1 882        | 20,66        | 2 303         | 24,32         |
|                | Lullier         | Socialiste               | 1 487        | 16,32        | 3 188         | 33,67         |
|                | Victor Meric    | Républicain radical      | 1 021        | 11,21        |               |               |
|                | Duc Quercy      | Socialiste               | 1 012        | 11,11        |               |               |
|                | Piche           | Républicain radical      | 875          | 9,60         |               |               |
|                | Caffareno       | Républicain opportuniste | 545          | 5,98         |               |               |
|                | Maës            | Boulangiste              | 376          | 4,13         |               |               |
|                |                 |                          |              |              |               |               |
| Inscrits       | Inscrits        | Inscrits                 | 17 936       | 100,00       | 17 936        | 100,00        |
| Votants        | Votants         | Votants                  | 9 336        | 52,05        | 9 534         | 53,16         |
| Abstention     | Abstention      | Abstention               | 8 060        | 44,94        | 8 402         | 46,84         |
| Blancs et nuls | Blancs et nuls  | Blancs et nuls           | 225          | 2,41         | 65            | 0,68          |
| Exprimés       | Exprimés        | Exprimés                 | 9 111        | 97,59        | 9 469         | 99,32         |

#### 2ecirconscription
| Candidats      | Candidats             | Étiquette                | Premier tour | Premier tour | Deuxième tour | Deuxième tour |
| Candidats      | Candidats             | Étiquette                | Voix         | %            | Voix          | %             |
| -------------- | --------------------- | ------------------------ | ------------ | ------------ | ------------- | ------------- |
|                | Gustave Paul Cluseret | Socialiste               | 3 256        | 26,82        | 5 401         | 45,04         |
|                | George Serre          | Monarchiste              | 3 045        | 25,09        | 3 682         | 30,70         |
|                | Vivien                | Républicain radical      | 2 647        | 21,81        |               |               |
|                | Magnier               | Républicain opportuniste | 1 970        | 16,23        | 2 909         | 24,26         |
|                | Fabre                 | Républicain opportuniste | 974          | 8,02         |               |               |
|                | Nardy                 | Socialiste               | 246          | 2,03         |               |               |
|                |                       |                          |              |              |               |               |
| Inscrits       | Inscrits              | Inscrits                 | 19 460       | 100,00       | 19 460        | 100,00        |
| Votants        | Votants               | Votants                  | 12 163       | 62,50        | 12 186        | 62,62         |
| Abstention     | Abstention            | Abstention               | 7 297        | 37,50        | 7 274         | 37,38         |
| Blancs et nuls | Blancs et nuls        | Blancs et nuls           | 25           | 0,21         | 194           | 1,59          |
| Exprimés       | Exprimés              | Exprimés                 | 12 138       | 99,79        | 11 992        | 98,41         |